# Surzjyk

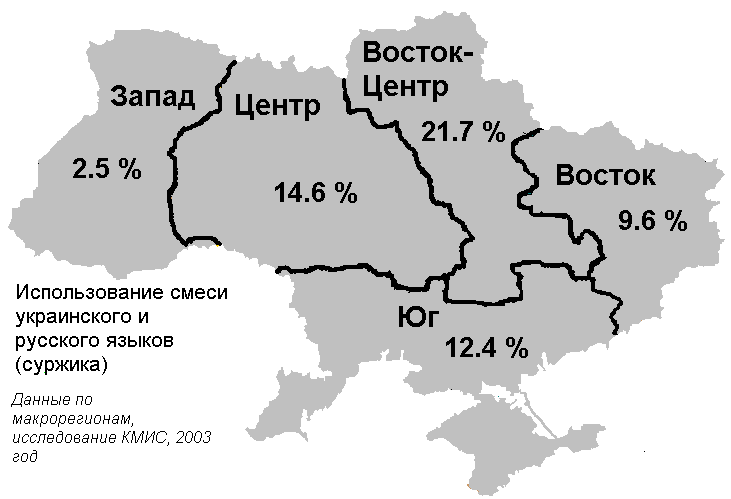
Utbredning av surzjyk i olika ukrainska regioner, enligt data från Kievs internationella sociologiska institut (2003)

Surzjyk (ukrainska/ryska: суржик, uttytt surzjik på ryska; ursprungligen 'mjöl eller bröd tillverkat av vete och råg', 'rågsikt') är ett blandspråk mellan ukrainska och ryska. Det talas av en stor del av dagens ukrainska befolkning och har sin bas i ryskans starka ställning i det ukrainska samhällslivet. Det första blandspråket etablerades i slutet av 1700-talet, och det lever idag vidare i olika former bland modersmålstalare av ryska eller ukrainska. Ibland anses mellan 7 och 20 procent av Ukrainas befolkning regelbundet tala surzjyk.

## Beskrivning
Surzjyk är en av flera olika typer av blandningar av ryska och ukrainska. Det kan utmärkas av att man använder ryska ord med ukrainsk grammatik och uttal. Men även (påpekat av bland andra lingvisten Svjatoslav Karavanskyj) ett ryskt uttal av ukrainska ord eller fraser räknas som surzjyk.

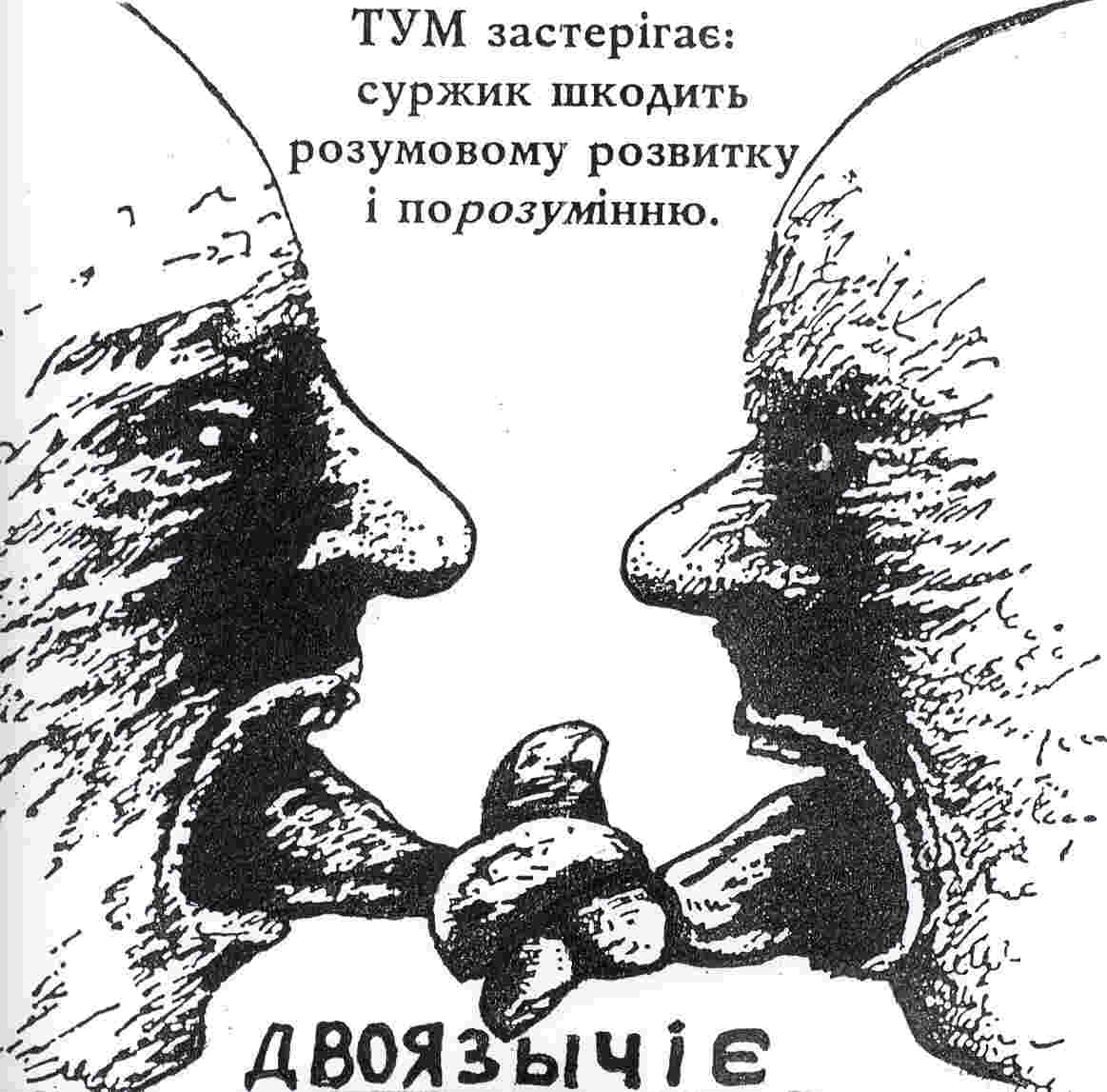
Affisch från det ukrainska Taras Sjevtjenko-sällskapet som påpekar riskerna med att använda surzjyk. Ordet underst innehåller bokstäverna ы (finns bara i ryska alfabetet) och і (finns bara i ukrainska alfabetet).

### Några ordexempel
(surzjyk – ryska – svenska)
- здєлав (zdelav) – сделал (sdelal) – har gjort
- получав (polutjav) – получал (polutjal) – hade fått
- отдав (otdav) – отдал (otdal) – gav
- первий (pervij) – первый (pervyj) – första
- вторий (vtorij) – второй (vtoroj) – andra
- саме важне (same vazjne) – самое важное (samoje vazjnoje) – den viktigaste
- город (horod) – город (gorod) – stad

## Historik

### Ukrainas språksituation
Blandformen har uppkommit genom långvarig påverkan från rysk språk och kultur samt undertryckande av det ukrainska språket under ryskt och sovjetiskt styre.
Ukraina hade under sovjettiden en stor inflyttning av rysktalande – särskilt till de växande industristäderna i centrala och östra delarna av landet. Under den sovjetiska tiden var ryska det officiella språket och användes av offentliga myndigheter och på högre utbildningsinstitutioner.
Ukrainskan har tidvis varit förbjuden i skolor och i tryckt form, vilket lett till att det inte använts i det offentliga livet av många modersmålstalare.
På det officiella planet skedde en drastisk förändring i samband med Ukrainas självständighet 1991, och fram till 2012 års regionala språklag var undervisningsspråket ukrainska i hela landet. Det inkluderade de till majoriteten ryskspråkiga områden i östra Ukraina där många knappt eller inte alls förstår ukrainska.

### Framväxten
Den språkblandning som idag kallas surzjyk började användas redan i slutet av 1700-talet. Då kom ukrainska bönder alltmer i kontakt med rysk kultur, kopplat till modernisering av det ukrainska samhället. Utvecklingen accelererade när 1800-talets industrialisering drog folk in till städerna, samtidigt som det lockade rysktalande från andra delar av det ryska imperiet att slå sig ner i östra, centrala och södra Ukraina. Där blev ryska språket symbolen för det nya, medan ukrainskan alltmer sågs som ett efterblivet tungomål. Följden blev att de "urbaniserade" ukrainska bönderna tog till sig en stor del ryska ord i sin vokabulär, i anpassningen till en ny tid.
En version av surzjyk skapades av den Odessa-boende författaren Isaak Babel (1894–1940). I sin novellsvit Berättelser från Odessa (1931) kombinerade han jiddisch, ryska och ukrainska på ett tidigare inte sett vis.
Surzjyk har levt vidare, eftersom nya invandringsvågor fört fler ukrainsktalande in till i huvudsak ryskspråkiga städer. Samtidigt bemästrar många stadsbor både ryska och ukrainska och kan lätt växla mellan dem – eller blanda dem vid behov. Surzjyk kan också uppstå i situationer när rysktalande i dagens ukrainska samhälle tvingas använda landets enda officiella språk och gör det mer eller mindre bra. Detta förekommer "ute på stan" men numera även i landets parlament, där rysktalande ledamöter blandar in ukrainska fraser (ett tecken på ukrainskans ökande prestige).

### Olika ursprung
Antropologen Laada Bilaniuk definierade 2002 surzjyk som ett blandspråk med fem olika varianter/ursprung:

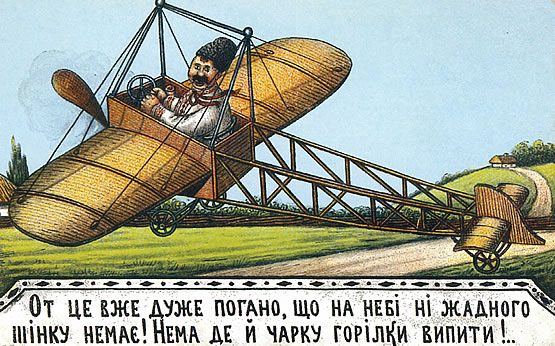
Humoristiskt ryskt vykort från tidigt 1910-tal, med text på surzjyk.

- Urbaniserad bondesurzjyk – blandar ukrainska och ryska på alla språknivåer. Den uppkom i samband med industrialisering och urbanisering under 1800- och tidigt 1900-tal. Den har låg status, eftersom den uppkommit i en situation där före detta bönder anammat högstatuskultur och eftersom talarnas ättlingar talar ett rent språk (antingen ukrainska eller ryska).

- Bydialektssurzjyk – där ryska influenser på lokal ukrainska kommit från lokal rysk administration. Rötterna går dock djupt och kan föregripa standardiseringen av både de ukrainska och ryska språken.

- Sovjetiserad ukrainsk surzjyk – etablerad på 1930-talet. Under det sovjetiska styret rensades "borgerliga" och "nationalistiska" uttryck ut ur de ukrainska ordböckerna och ersattes av ryska – eller ryskklingande – motsvarigheter. Detta innebär att det ukrainska språket idag av ukrainska språkpurister kan ses som en sorts surzjyk.

- Vardaglig språkblandning – där tvåspråkiga blandar sina båda huvudspråk. Man lånar ord från det andra språket i dagligt tal, eftersom det känns bekvämt eller i något socialt syfte.

- Postsuverän surzjyk – utvecklad efter Ukrainas självständighet 1991. Den här nya varianten används av ryskspråkiga vuxna som försöker tala ukrainska. Talarna har ofta en högre ekonomisk status och saknar koppling till landsbygdsbefolkningen.

Nedan listas utvecklingen av ukrainskan under den sovjetiska tiden, via tre ordexempel.
| Försovjetisk form                 | Sensovjetisk form      | Standardryska          | Svensk översättning |
| --------------------------------- | ---------------------- | ---------------------- | ------------------- |
| Колишній (Kolysjnij)              | Бувший (Buvsjij)       | Бывший (Byvsjij)       | Före detta          |
| Прибутки (Prybutky)               | Доходи (Dochody)       | Доходы (Dochody)       | Vinster             |
| Відтак, відтоді (Vidtak, vidtodi) | З тих пір (Z tych pir) | С тех пор (S tech por) | Sedan dess          |

## Utbredning

### Olika undersökningar och regioner
Surzjyk har aldrig ingått som svarsalternativ i de nationella folkräkningarna. Därför är antalet surzjyktalande högst osäkert. Kulturvetaren Maksym Stricha bedömde att minst 20 procent av befolkningen använder blandspråket mer eller mindre dagligen. En undersökning i en skola i Kiev (1997) visade att 7-8 procent av de etniskt ukrainska eleverna använde surzjyk i kontakten med föräldrar och mor- och farföräldrar. En tredje undersökning från 1995 gav resultatet att 10 procent använde "blandat språk" (det vill säga surzjyk) i hemmet.
Kievs internationella sociologiska institut presenterad 2003 data som sade att mellan 11 och 18 procent av Ukrainas befolkning använde surzjyk som huvudsakliga kommunikationsmedel. Andelen surzjyktalande skilde sig dock åt mellan regionerna, med endast 2,5 procent av befolkningen i västra Ukraina. I södra delen av landet talade 12,4 procent surzjyk, medan motsvarande siffra i öst var 9,6 procent. Den låga siffran i västra Ukraina kan förklaras av den betydligt högre andelen modersmålstalare på ukrainska.

### Ukrainas språkuppdelning
Undersökningar från 1990-talet visade att cirka 73 procent av medborgarna i Ukraina såg sig som etniska ukrainare, att 64 procent betraktade ukrainska som sitt modersmål men att endast 39 procent använde ukrainska utanför hemmet/familjen.
Ukrainas uppdelning mellan etnicitet, uppgivet modersmål och faktiskt språkbruk har fått en del språkforskare att dela upp landets befolkning i tre delar:
- Ukrainskspråkiga ukrainare – 40 %
- Ryskspråkiga ukrainare – 33–34 %
- Ryskspråkiga ryssar – 20–21 %

(resten består främst av turkisk-, rumänsk/moldavisk- och tatarspråkiga)

## Källhänvisningar
1. 1 2  "Київський міжнародний інститут соціології". Kiis.com.ua. (ukrainska)
2. 1 2 3 4 5 6  Bernsand, Niklas (2001): "Surzhyk and National Identity in Ukrainian Nationalist Language Ideology". Berliner Osteuropa Info, Forum 2001:17. (engelska)
3. ↑  Maxim Grigoriev (2014-07-13): "Det litterära Odessa varken ukrainskt eller ryskt". Svd.se. Läst 13 juli 2014.
4. 1 2  Popson, Nancy: "Defining Surzhyk in Contemporary Ukraine". Wilsoncenter.org. Läst 4 juli 2014. (engelska)
5. ↑  Bilaniuk Laada. Contested Tongues: Language Politics and Cultural Correction in Ukraine. Ithaca, NY: Cornell University Press, 2005. (engelska)
6. ↑  Karavans'kyj, Sviatoslav. Sektrej Ukrajins'koji Movy. Kyiv: Kobza, 1994. (ukrainska)